# The Lost Daughter
The Lost Daughter is een internationaal geproduceerde film, geschreven en geregisseerd door Maggie Gyllenhaal. 
De film is gebaseerd op het boek La figlia oscura (2006, Nederlandse vertaling: De verborgen dochter) van de schrijfster Elena Ferrante.
De film ging in première op het filmfestival van Venetië in september 2021.

## Verhaal
De film volgt Leda, een elegante universiteitsprofessor tijdens een zomervakantie aan zee, die wordt geraakt als ze Nina en haar jonge dochter ziet op het strand. Ontmoedigd door hun boeiende relatie, raakt ze overweldigd door haar eigen herinneringen aan de terreur, verwarring en intensiteit van het vroege moederschap.

## Rolverdeling
- Olivia Colman als Leda Caruso
  - Jessie Buckley als jonge Leda Caruso
- Dakota Johnson als Nina
- Ed Harris als Lyle
- Peter Sarsgaard als professor Hardy
- Dagmara Domińczyk als Callisto "Callie"
- Paul Mescal als Will
- Robyn Elwell als Bianca
  - Ellie James als volwassen Bianca (stem)
- Ellie Blake als Martha
  - Isabelle Della-Porta als volwassen Martha (stem)
- Jack Farthing als Joe
- Oliver Jackson-Cohen als Toni
- Athena Martin als Elena
- Panos Koronis als Vassili
- Alexandros Mylonas als professor Cole
- Alba Rohrwacher als vrouwelijke wandelaar
- Nikos Poursanidis als mannelijke wandelaar

## Productie
In oktober 2018 werd bekendgemaakt dat Maggie Gyllenhaal de filmrechten had verworven voor de roman van Elena Ferrante. Gyllenhaal zou de film zelf gaan regisseren, produceren en het scenario schrijven. Het is daarmee haar debuut als filmregisseur. In februari 2020 werd bekendgemaakt dat Olivia Colman, Jessie Buckley, Dakota Johnson en Peter Sarsgaard waren gecast.

## Release
In juli 2021 werd bekend dat de film in première zou gaan op het Filmfestival van Venetië, waar de film zou meedoen aan de internationale competitie om de Gouden Leeuw.

## Ontvangst

### Recensies
Op Rotten Tomatoes geeft 96% van de 181 recensenten de film een positieve recensie, met een gemiddelde score van 7,90/10. De film kreeg het label "certified fresh" (gegarandeerd vers). De consensus luidt: "A strikingly assured debut for writer-director Maggie Gyllenhaal, The Lost Daughter unites a brilliant cast in service of a daringly ambitious story" (vertaald: "Een opvallend zelfverzekerd debuut voor schrijver-regisseur Maggie Gyllenhaal. The Lost Daughter verenigt een briljante cast in dienst van een gedurfd ambitieus verhaal "). Website Metacritic komt tot een score van 86/100, gebaseerd op 50 recensies, wat staat voor "universal acclaim" (universele toejuiching). De film heeft het label "Must see". 
NRC gaf 4 uit 5 sterren en noemde The Lost Daughter een "opmerkelijk debuut dat interessante vragen stelt over wat moeders doen uit reële liefde voor hun kind en wat ze zichzelf wijsmaken vanwege maatschappelijke verwachtingen."
Ook De Volkskrant gaf de film 4 uit 5 sterren, en prees de regie van Gyllenhaal: "Gyllenhaal blijkt als regisseur en scenarist uitzonderlijk kundig in het verbergen en voorzichtig onthullen van geheimen, met de kleinst mogelijke stapjes, zonder haar publiek te verlossen met sluitende antwoorden. Alsof ze nooit iets anders heeft gedaan."
Trouw gaf de film 4 uit 5 sterren en schreef: "Olivia Colman triomfeert in pakkend psychologisch drama The Lost Daughter."

### Prijzen en nominaties
| Jaar | Evenement              | Categorie                         | Genomineerde      | Resultaat   |
| ---- | ---------------------- | --------------------------------- | ----------------- | ----------- |
| 2021 | Venetië (78ste editie) | Gouden Leeuw                      | The Lost Daughter | Genomineerd |
| 2021 | Venetië (78ste editie) | Premio Osella voor beste scenario | Maggie Gyllenhaal | Gewonnen    |